# Історія Юкону

Юкон розташований на північному заході Канади.
Юкон

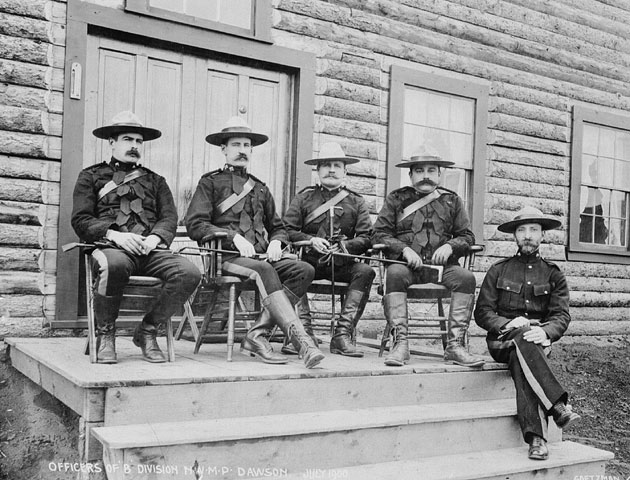
Північно-Західна кінна поліція зіграла чималу роль у підтриманні порядку на території Юкон під час золотої лихоманки

Юко́н — територія на північному заході Канади, яка вважається однією з перших заселених у Північній Америці: перші жителі прибули на плато Юкон з Азії по Беринговому перешийку більш ніж 10 000 років тому. Європейці в цьому важкодоступному регіоні з'явилися лише в XIX столітті: спочатку — дослідники та торговці хутром з компанії Гудзонової затоки; опісля з відкриттям золота на річці Фрейзер у Британській Колумбії — золотошукачі.
Будучи частиною Північно-західної території, Юкон приєднано до Канади 1870 року, а вже з розпалом золотої лихоманки 1898 року, утворено незалежну адміністративно-територіальну одиницю «Територія Юкон» у складі канадської конфедерації з центром у Доусоні.У 1906 році на території Юкону було виявлено срібло — і невдовзі економіка перейшла з видобутку золота на інші корисні копалини.
Під час Другої світової війни через Юкон проходив північний маршрут ленд-лізу, який супроводжувався будівництвом Аляскинської траси. Новітня історія Юкону містить у собі зміну економічних пріоритетів території: за підсумками зонтичної угоди в 1984 році почалося підписання угод про управління територіями громадами корінних жителів Юкону. Прийняття нового акту про Юкон, котрий чинний із 1 січня 2003 року, зафіксувало останні зміни в політиці суб'єкта — і дало йому сучасну назву (зі старої назви було прибрано слово «територія»).

## Рання історія
Багато результатів археологічних досліджень у північному Юконі суперечать уявленням деяких геологів і гляціологів про доісторичний час у Північній Америці. Загальноприйнята точка зору полягає в тому, що люди прийшли на континент із Сибіру по Берингійському сухопутному мосту, однак немає єдиної думки про те, коли це сталося:стор.20. У 1966 році на рівнинах Олд-Кроу в заплаві річки Порк'юпайн були знайдені кістки карібу, оброблені людиною. За висновками радіовуглецевого аналізу знахідки датовані 25 000 років до н. е. Сенсація привернула увагу багатьох археологів, але знайти додаткові докази було неможливо через геологічні особливості рівнин. У 1985 році був проведений точніший аналіз і виявилося, що вік щонайменше частини знахідок не перевищує 3 тисячі років:стор.9.

Беринговий сухопутний міст під час останньої дегляціації

Разом із тим, подібні знахідки невизначеного віку траплялися також біля міста Доусон:стор.9. Прихильники теорії раннього проникнення вважають, що були дві міграційні хвилі. З їхньої точки зору, заселення Америки дійсно відбувалося 10—12 тисяч років тому, але це було другою хвилею міграції. Перша хвиля відбулася 25—28, а за деякими припущеннями до 60 тисяч років тому. В інтервалі між цими хвилями рух на схід був неможливий, оскільки вся північ континенту, включаючи Аляску, була перекрита потужними Лаврентійським і Кордильєрським льодовиковими покривами з окремими місцевими центрами заледеніння. Згідно з думкою інших дослідників, завдяки рельєфу місцевості, а саме горам Святого Іллі, велика частина території Юкону і центральної Аляски уникла заледеніння під час останнього льодовикового періоду, який закінчився 10 тисяч років тому, коли територія ще була частиною Берингії:стор.20:стор.7.
Територія була вкрита тундровим рідколіссям. Її заселяли коні, мамонти, карібу, вівцебики, бізони, гірські вівці, лосі, вовки та ведмеді. Близько 16 тисяч років тому клімат став теплішим, і сюди піднявся північний кордон тайгової ландшафтно-кліматичної зони. Ще через чотири тисячі років регіон повністю розташовувався в зоні тайги з переважанням хвойних лісів. Пізніше великі тварини зникли. У перекритих лесами трьох карстових печерах по вапняках неподалік селища Олд-Кроу (печери Блуфіш) були розкриті товщі печерних осадів. У них реконструйована геохімічна інформація про можливі кліматичні зміни території з 20 000 років до н. е. по 10 000 років до н. е. У доступних для дослідження часових інтервалах немає загальновизнаних артефактів, що вказують на присутність в печерах людини: стор.8. Проте деякі вчені все-таки вважають, що частина знахідок є артефактами, що відносяться до культури деналі, — це деякі знаряддя праці з кісток і каменю: кам'яні ножі, сокири, шкребки і т. д.
Результати археологічних досліджень на стійкіших геологічних формаціях Юкону допускають період появи тут людей 9500—7500 років до н. е.: стор.20. На 2005 рік найдавнішими слідами перебування людини в південній частині Юкону визнаються артефакти, знайдені при археологічних розкопках на річці Ейшихік біля Аляскинської траси. Вони датуються 5200 роком до н. е.: стор.9 і відносяться до північної палеоіндіанської культури.
На території Юкону і Аляски виділяють три археологічні культури, що належать до ранньоберингової традиції: ненана, деналі і північна палеоіндіанська. Перші жителі Юкону, подолавши Беринговий перешийок, не мігрували відразу далі на південь або на схід. Їх розселення по континенту почалося тільки з повним завершенням останньої (Вісконсінської) льодовикової епохи Північної Америки. У цей же час, у зв'язку з деградацією заледеніння і загальним підйомом рівня Світового океану, вже міг бути повністю затоплений Беринговий сухопутний міст, проте міграції окремих видів тварин і рослин, згідно з деякими гіпотезами, на цьому шляху все ще тривала (приблизно до 2000 року до н. е.). До того часу в басейні Юкону сформувалися і основні ареали проживання органічного світу:стор.21.

## Доєвропейське населення Юкону

Народи Юкону до приходу європейців

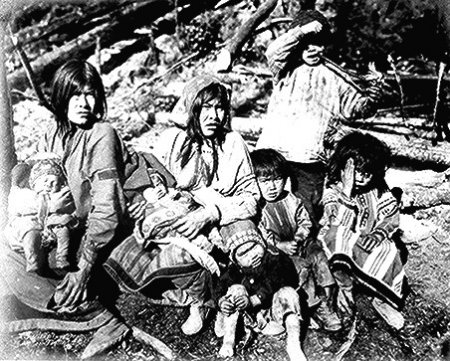
Жінка племені тлінкіт із дітьми

Оцінки чисельності населення Юкону на початку XIX століття істотно відрізняються. Раніше історики припускали, що на території жили 8000 осіб, від 7000 до 8000 чоловік:стор.15 або понад 9000 чоловік:стор.22. Інші оцінки свідчать, що до 1830-го року чисельність корінного населення становила 4700 осіб:стор.22.
Основну частину території сучасного Юкону заселяли різні племена Атабаска. На півночі, у сточищі річок Піл і Порк'юпайн, жили індіанці Кучино, або Гвічін, як вони себе називали. У середній течії річки Юкон, на кордоні з Аляскою, жили близькі їм індіанці ген. Більшу частину центрального Юкону, в басейнах річок Пеллі і Стюарт, населяли північні тутчоне. Південно-західну частину Юкону — південні тутчоне. На південному сході, у басейні річки Лаярд, жили індіанці каска. На півдні, в районі озер у верхів'ях Юкону, жили близькі їм тагіші. На південному заході, у верхів'ях річки Уайт-Рівер, жили верхні танана.
Крім Атабаска, на арктичному узбережжі сучасного Юкону, в тому числі на острові Гершел, жили інуїти (ескімоси). А на півдні, по річці Теслін, жили материкові тлінкіти (теслін), мова яких, разом з атабаськими мовами, входить у сім'ю на-дене.
Розташовані на крайньому південному заході Юкону гори Святого Іллі, вкриті снігами, були незаселеними.
У всіх частинах території спосіб життя індіанців залежав від природних багатств конкретної місцевості. Тлінкіти пересувалися невеликими групами своєю територією і займалися полюванням і збиранням. На півночі осіння міграція оленів карібу в районі річки Порк'юпайн приваблювала всіх навколишніх жителів. Для лову тварин індіанці будували спеціальний загін оточений дерев'яними кілками, в якому був тільки один вхід. Тварина, що потрапляла в пастку, не могла вибратися, мисливці вбивали її за допомогою стріл. Близько десяти племен Кучино займалися полюванням на лосів і ловом лосося. За рівнем розвитку технологій вони були схожі з іншими індіанцями Субарктики, при цьому були присутні і західні елементи: великі металеві ножі, сани, переносні тенти зі шкур карібу. В індіанців племені хан, що жили по річці Юкон, основою харчування була риба.
Ще до приходу європейців індіанці навчилися видобувати мідь у районі Уайт-Рівер. Вони робили мідні наконечники для стріл, а також торгували нею. Після висадки європейців на північному заході континенту (росіян у 1740-х роках і британців у 1770-х) торгівля зазнала суттєвих змін, а племена індіанців змінювали свої місця проживання. Крім того, європейці принесли з собою безліч захворювань, істотно скоротивши і без того невелику чисельність тубільців. Різке скорочення чисельності віддзеркалено в усній традиції індіанців Юкону: стор.15.

## Перші поселення, першопроходці і місіонери

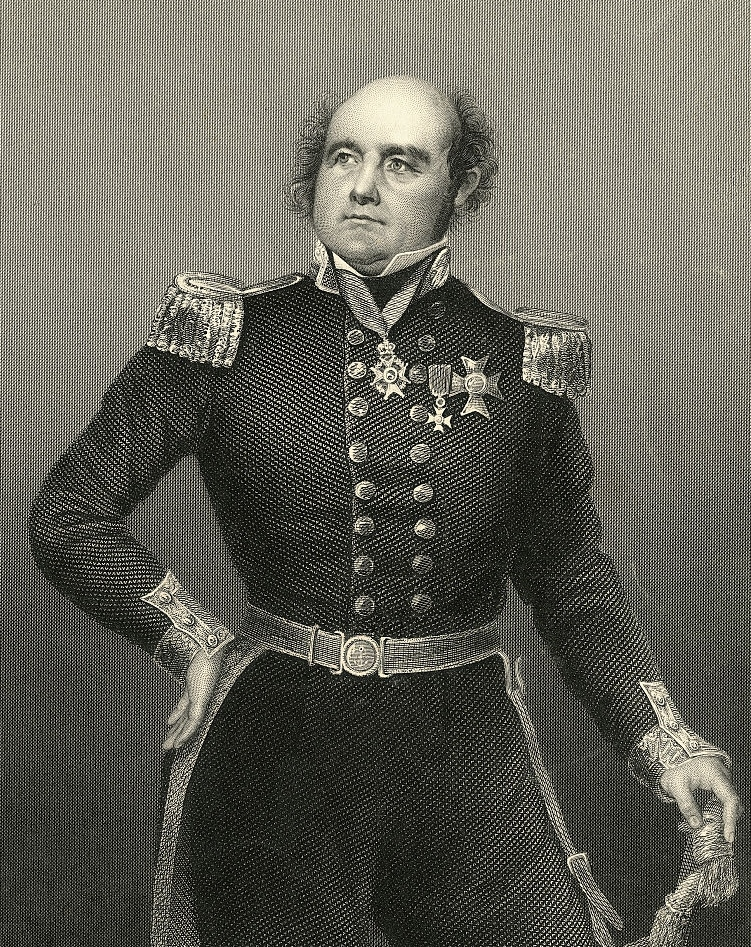
Джон Франклін — перший європеєць на території Юкону

До 1830-х років Юкон був одним із небагатьох білих плям на мапі Північної Америки. Враховуючи можливі багатства території, така ситуація не могла тривати довго: стор.15. Першим європейцем, що перезимував в арктичній частині Америки, був британський морський офіцер сер Джон Франклін. У 1819 році британське адміралтейство доручило йому нанести регіон на мапу. Перша експедиція Франкліна мало не закінчилася катастрофою, він пройшов близько 340 км узбережжя в умовах суворої зими і втратив понад 10 осіб. У 1825 році сер Джон Франклін почав другу експедицію в пошуках Північно-західного проходу і наніс на карту арктичне узбережжя від гирла річки Маккензі до Аляски, зокрема острів Гершел, центр китобійного промислу на території Юкону. Остання експедиція Франкліна в 1845 році була дуже добре споряджена, але її члени пропали безвісти. Численні експедиції в пошуках Франкліна, які тривали до кінця XX століття, провели великі дослідження Арктики і сформували сучасну мапу регіону.
Наступні п'ятдесят років кількість європейців на території складала лише кілька чоловік. Купці хутра заснували чотири торгові пости, а за кілька років після них з'явилася одна чи дві релігійні місії. На півночі Юкону, біля теперішнього Олд-Кроу, був заснований Лап'єр-Хауз (англ. Lapierre House), на заході — Рампарт-Хауз (англ. Rampart House), у центральній частині — Форт Селкерк (англ. Fort Selkirk), а на південному сході — Франсес-Лейк-Пост, або Форт-Франсес (англ. Frances Lake Post, або англ. Fort Frances).

### Торгові компанії
У 1840-х роках купці хутра та дослідники з компанії Гудзонової затоки скористалися інформацією Джона Франкліна. Роберт Кемпбелл досліджував західну частину басейну річки Маккензі, верхів'я річки Лаярд, річку Пелли і досяг річки Юкон у 1840 році. Джон Белл попрямував на північ по річці Піл, де заснував Форт-Мак-Ферсон, а потім рушив на захід. Перейшовши хребет Річардсона, він досліджував річку Порк'юпайн і досяг повільної течії річки Юкон у 1845 році:стор.48.

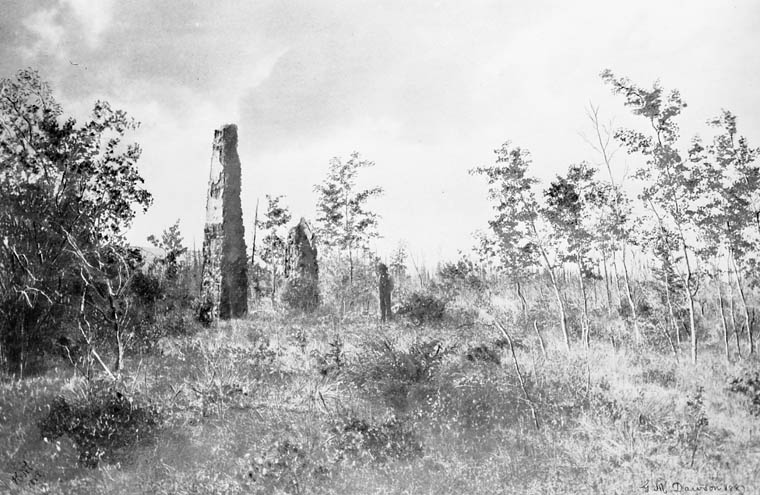
Руїни Форт-Селкерка

У 1840 році Роберт Кемпбелл заснував перший торговий пост компанії Гудзонової затоки, розташований на озері Франсес. У 1846 році Белл заснував невеликий торговий пост Лап'єр-Хауз західніше хребта Річардсона:стор.23. У 1847 році Олександр Хантер Маррей заснував Форт-Юкон неподалік від злиття річок Юкон і Порк'юпайн, визначивши в той же час, що ця місцевість перебуває за кордоном британських володінь:стор.48. У 1848 році Роберт Кемпбелл заснував Форт-Селкерк у гирлі річки Пеллі, на території північних тутчоне:стор.48. Північні тутчоне займалися рибальством і торгівлею з індіанцями, що мешкали на узбережжі Тихого океану, плем'ям тлінкітів, які боролися за свої ринки збуту і були незадоволені угодою між Росією та Великою Британією, яка розділила їх територію на частини. Форт-Селкерк руйнував торгову монополію племені і піддавався нападам, у 1852 році, не чекаючи жертв, торговці покинули форт, який згодом був спалений індіанцями.
Індіанці, що жили на берегах Юкону, торгували з європейцями на рівних. Цьому сприяв суворий клімат місцевості і відносно мала кількість торговців. Зокрема, індіанці могли торгуватися, знижувати ціни, приховувати товар:стор.52. Крім того, індіанці лякали торговців компанії Гудзонової затоки можливими атаками росіян, а також погрожували самі:стор.53. Вільям Огілві в 1913 році так описував торговий ритуал корінних жителів: стор.64:
| Ні тоді, ні зараз, індіанець не веде торгівлю поспіхом; він любить прийти до торгового посту і в першу чергу урочисто потиснути руки всім навколо, трохи поговорити і покурити, потім з'їсти стільки, скільки зможе і чим більше він при цьому вип'є чаю — тим краще. Після одного чи двох днів, або наскільки вам вистачить терпіння, він готовий приступити до торгівлі, але і тепер ви повинні бути дуже дипломатичні, приховуючи ваше роздратування, або ви втратите бізнес. Оригінальний текст (англ.) The Indian did not then, nor does he yet, care to do business in the rush method; he likes to come to the post, and first have a solemn shake hands all around, then after a short talk he likes to take a friendly smoke, then as much to eat as he can get, and the more tea to drink with it the better; after a day or two, or as much of this as your patience will stand he is ready to trade, but you must be very diplomatic in concealing your feelings of annoyance, or you may ruin the business. |

Керівництво Російської Америки неодноразово споряджало експедиції для дослідження басейну річки Юкон, які здебільшого не досягали канадської території. Разом із тим, під час підготовки до будівництва російсько-американського телеграфу 9 травня 1867 року дослідники Франк Кетчум і Майк Лебарж пройшли на берестяних каное вгору по річці Юкон від Форт-Юкону на Алясці і 25 червня досягли Форт-Селкерка, що було межею проникнення експедицій по Юкону. Незабаром після повернення з експедиції мандрівники дізналися про закриття проекту у зв'язку з початком функціонування атлантичного кабелю.
У 1867 році Аляска була продана Сполученим Штатам Америки. Американці почали проводити агресивну політику в регіоні. Їм не подобалися ритуали, якими індіанці супроводжували торговельні операції, і яких дотримувалися представники Російської Америки і Канади. Компанія Гудзонової затоки мала домовленості, за якими представники Російської Америки не перешкоджали вести хутряну торгівлю у фортах Аляски, зокрема у Форт-Юконі. Проте в 1867 році американці запропонували британським торгівцям покинути форт. Деякий час тривали політичні інтриги навколо відходу, однак компанія Гудзонової затоки вирішила піти з форту. У 1869 році керівник форту Джеймс Макдугал отримав наказ спалити Форт-Юкон, але не встиг цього зробити:стор.40.
У 1870 році Макдугал був змушений заснувати торговий пост Рампарт-Хауз на березі річки Порк'юпайн, помилково вважаючи, що він вже перебуває за кордоном Аляски. Пост не знайшов свого застосування, позиції компанії на території Юкону помітно ослабли і було вирішено перебазуватися в невеликий Лап'єр-Хауз. Цього разу Макдугал не повторив своєї помилки і спалив пост дотла:стор.43. Однак, Лап'єр-Хауз перебував у надто ізольованому місці і не міг повною мірою слугувати для торгових цілей. У 1872 році було вирішено повторно побудувати Рампарт-Хауз, але тепер у твердій впевненості, що він перебуває на канадській території:стор.44.

### Місіонери
У 1860-х роках на річці Юкон з'явилися місіонери римської католицької церкви та англіканської церкви, проте величезна територія не дозволяла їм робити великий вплив на регіон і його корінних жителів. Разом із тим, протестанти і католики поспішали захопити більший вплив у регіоні і змагалися один з одним. Першість отримали представники англіканської церкви.
Навесні 1862 року преподобний Вільям Вест Кіркбі, який пізніше став архідияконом англіканської церкви, вирушив з Форт-Сімпсона на захід. Він почав подорож 29 травня, вирушивши вниз за течією річки Маккензі, потім вгору по річці Піл і через хребет Річардсона:стор.55. Під час подорожі він відвідав торговий пост Лап'єр-Хауз, де його тепло зустріли, а 9 липня він прибув у Форт-Юкон. Через сім днів він вирушив у зворотний шлях і 29 серпня повернувся у Форт-Сімпсон:стор.56. Натхненні успіхом Кіркбі, на територію ринули інші служителі церкви: Роберт Макдугал (у ряді інших джерел, Роберт Макдональд) керував місією у Форт-Юконі, а Вільям Карпентер Бомпас не був прив'язаний до конкретного місця:стор.59. Англіканська місія в Рампарт-Хаузі була заснована в 1869 році. З 1862 по 1900 роки Роберт Макдугал проводив час у численних поїздках територією між Форт-Юконом і Форт-Мак-Ферсон.
Представники католицької церкви з'явилися через рік після протестантів. Отець Джон Сегуін, місіонер облати Непорочної Марії, виявив, що купці відносяться лояльно до протестантських священиків.

### Канадська конфедерація
У 1870 році компанія Гудзонової затоки передала свої землі домініону Канада. Володіння компанії включали землю Руперта і Північно-західну територію, частиною якої був Юкон. Канадська конфедерація спочатку не була зацікавлена в дослідженні нових віддалених територій.
У 1874 році американці Джек Маккуестен і Альфред Мейо, знаючи про купівлю Аляски Америкою, заснували торговий пост комерційної компанії Аляски Форт-Релаянс неподалік від сучасного Доусона. Наступні вісім років вони вели активну торгівлю, а форт був регіональним центром.
У 1883 році лейтенант армії США Фредерік Сватка очолив експедицію, основною метою якої було нанесення на карту басейну річки Юкон. Сватка пройшов перевал Чилкут і під час свого походу, який тривав близько трьох років, зробив найточнішу на той момент карту місцевості. Паралельно Сватка дав назву ряду географічних об'єктів уздовж річки. Канадський уряд спочатку не зацікавився експедицією Сватки, хоча велика її частина проходила канадською землею, однак пізніше було вирішено відправити експедицію канадських дослідників.
У 1888 році Роберт Макконел із Геодезичного товариства Канади вирушив для нанесення на карту поста Рампарт-Хауз, проте команда геодезистів під керівництвом Генрі Тернера прибула, щоб визначити американо-канадський кордон на річці Порк'юпайн. За їх обчисленням торговий пост Рампарт-Хауз виявився на 52,8 км в глибині американської території:стор.46.
Взимку 1888 геодезист Вільям Огілві провів багато часу за визначенням точного місцезнаходження 141-го меридіана. За його підрахунками виходило, що кордон, встановлений командою зі США, заходить на 90 миль (близько 150 км) вглиб території Канади. Огілві зробив тривалу подорож, щоб показати результати своїх вимірів. Коли була встановлена правильна межа між Аляскою і Канадою, виявилося, що більша частина багатств річки Фортімайл, є на території Канади.

## Розвиток території

### Китовий промисел

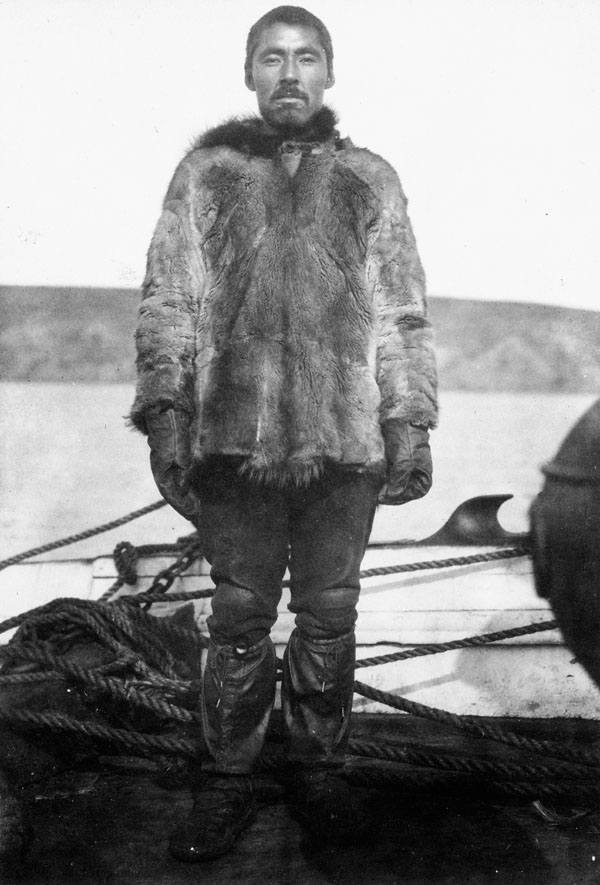
Китобій з острова Гершел

У 1889 році китобої Аляски з корабля «Тетіс» («Thetis») заснували зимову базу на острові Гершел в арктичних водах Юкону. Острів був єдиним безпечним місцем для суден на ділянці від мису Барроу до дельти річки Маккензі і мав велику популярність в американських китобоїв, які винищували китів і гнобили корінне населення при потуранні канадської сторони. Одночасно на острові могли перебувати до ста промислових судів. Менш ніж за 20 років китобої майже повністю винищили гренландських китів у регіоні. Наприклад, відомо, що судно «Мері Д. Хьюмен» («Mary D. Hume») із Сан-Франциско, займаючись промислом із 19 квітня 1890 року по 29 вересня 1892, провело дві зими біля острова Гершел. За цей час було вбито 38 китів, на загальну суму 400 000 доларів США:стор.112.
Крім того, американські китобої сильно заважали торговельним операціям компанії Гудзонової затоки. Вони торгували з індіанцями алкоголем і гвинтівками вінчестер, що було заборонено канадським урядом, і переманили індіанських торгівців від торгового поста Рампарт-Хауз:стор.31. Інспектор Константин писав, що в 1895–1896 роках на острові було понад 1000 чоловік із 12 американських судів, яким практично нічого було робити під час зимівлі. У них була велика кількість алкоголю, який вони використовували для обміну з індіанцями. Частина людей втікала з кораблів і вирушила на пошуки золота.
У відповідь на утиски з американської сторони в 1893 році на острів прийшли місіонери англіканської церкви (за іншими даними це відбулося в 1896 році). З місією на острів прибув Ісаак Стрінгер, що пізніше став єпископом Юкону. Стрінгер просив Оттаву про допомогу. Однак правоохоронні сили в Юконі були нечисленні і не могли допомогти віддаленому острову. У 1903 році Константин, який став до того часу суперінтендантом, заснував пост поліції у Форт-Мак-Ферсоні, керувати яким було доручено Френсісу Фітцджеральду. Одним із даних йому доручень було патрулювання острова Гершел і заснування там форту в разі потреби. У серпні 1903 року Фітцджеральд разом із перекладачем зробили екзаменаційну поїздку. На острові було виявлено сім кораблів, але тільки один із них підозрювався в наявності алкоголю і продажу його інуїтами.
Мода на використання китового вуса в одязі закінчилася в 1910 році:стор.112, а до 1914 року китовий промисел на острові припинився. Поліція залишалася на острові для демонстрації канадського перебування аж до 1964 року.

### Перші золотошукачі
За твердженнями купців хутра та місіонерів золото в притоках Юкону знаходили здавна. Побоюючись припливу золотошукачів, дані знахідки ретельно приховувалися. Разом із тим, відкриття золота в Британській Колумбії і невелика лихоманка в окрузі Кассіар в 1874 році привели золотошукачів і на береги річки Юкон:стор.32. У 1880 році американські військові уклали договір з тлінкітами про використання перевалу Чілкут у горах Аляски та Британської Колумбії. Тлінкіти, які спочатку нікого не пускали через перевал, але швидко зрозуміли, що можуть отримувати вигоду, пакуючи продовольство для численних золотошукачів:стор.32. Перевал відкривав доступ до верхів'я річки Юкон і незабаром став основним маршрутом золотошукачів. Щоб зменшити проблему голоду, канадський уряд видав наказ, за яким на територію пускали людей, що мали запас продуктів вагою щонайменше 1000 фунтів, а також мали можливість утримувати себе протягом року:стор.42.
У цей час було засновано кілька центрів золотовидобутку. Спочатку золото було знайдено на річці Стюарт у 1885 році:стор.33. У 1886 році з району було вивезено золота на 100 000 канадських доларів. Це тільки збільшувало активність золотошукачів. Незабаром було виявлено золото на річці Фортімайл:стор.33.
Місто Форті-Майл, перше місто на території Юкону, було засноване взимку 1887 року, коли 160 чоловік заснували поселення на території індіанців хан, попередників сучасних Тшондек-Хвечін. Спочатку управління містом перебувало в руках самих золотошукачів, вони встановлювали покарання для злодіїв та забороняли торговцям спиртними напоями від здійснення операцій з корінним населенням. Назва міста та річки пов'язані з відстанню від Форт-Релаянса (40 миль вниз за течією), за аналогією існував і Сікста-Майл (60 миль вгору за течією).
Єпископ Бомпас заснував у місті місію Бакстон, а також написав два листи до Оттави, висловлюючи невдоволення втратою моралі серед золотошукачів, що робить негативний вплив на індіанців. Приблизно в той же час у місто прибув Джон Хілі і заснував торговий пост Форт-Кудахі (англ. Fort Cudahy) на протилежному березі річки Фортімайл. Багато в чому завдяки старанням цих двох осіб у місто для з'ясування ситуації було направлено два представника Північно-західної кінної поліції: інспектор Чарльз Константин та сержант Чарльз Браун. За кілька тижнів перебування у Форті-Майле вони підтвердили права Канади на територію і зібрали митних зборів на суму близько 3200 канадських доларів. Константин описував необхідний загін таким чином:
| Вирушає загін … повинен працювати на не менш ніж дворічний термін і складатися з чоловіків 22 або 23 років, великої статури, неп'ючих. Необхідно пам'ятати, що вони одні в країні… відірвані від решти світу вісім місяців на рік. Оригінальний текст (англ.) The Force sent in ... should be of not less than two years service and from twenty-two to thirty-two years of age, of large and powerful build, - men who do not drink. It should be remembered that they are alone in the country ... shut out from the outer world for eight months of the year. |

Інспектор Константин наполягав на загоні із 40 чоловік, проте йому було виділено тільки 20. У липні 1895 року інспектор Константин із загоном повернувся у Форті-Майл. Перший рік вони займалися в основному будівництвом форту Константин. Вперше застосувати силу їм довелося в 1896 році, коли у них вимагали зареєструвати ділянку, отриману насильницькими методами. Загін із дванадцяти озброєних представників поліції здійснив марш довжиною 48 км і повернув ділянку законним власникам. Саме у Форті-Майле був офіс для реєстрації ділянок золотовидобутку.

### Золото Клондайка
|                           |
| Карта Клондайка 1897 року |

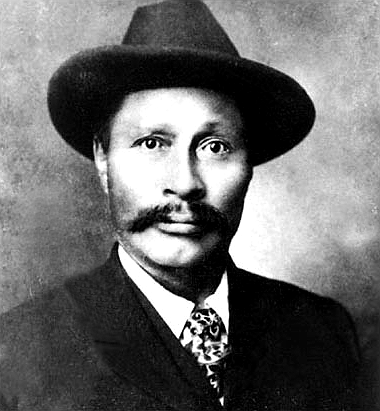
Джим Скукам був серед перших золотошукачів Клондайка

Клондайкська золота лихоманка почалася після того, як 17 серпня 1896 року золотошукачі Джордж Кармак, Джим Скукам і Чарлі Доусон виявили золото на струмку Бонанза-Крик, що впадає в річку Клондайк. Вони зареєстрували права на землю 24 вересня того ж року, вклавшись у 60-денний термін, визначений урядом у той час. Новина про це швидко облетіла мешканців басейну річки Юкон. Однак, знадобився ще рік, щоб інформація досягла великого світу. Золото не вивозилося до червня 1897 року, коли відкрилася навігація і океанські лайнери «Екскелсіор» (англ. Excelsior) і «Портленд» (англ. Portland) взяли вантаж із Клондайку.
«Екскелсіор» прибув у Сан-Франциско 17 липня 1897 року з вантажем на суму близько півмільйона доларів, викликавши інтерес публіки. Коли через три дні «Портленд» прибув у Сіетл, його зустрічав натовп. Газети повідомили про півтонни золота, але це було применшенням, оскільки корабель перевіз більше тони металу.
У тому ж році офіс для реєстрації ділянок був перенесений у Доусон, звідки пішли індіанці, які витіснялися натовпами прибулих людей. У місті не вистачало грошей, продуктів харчування, звичайних предметів першої необхідності і житлової площі, незважаючи на високу вартість оренди. Оплата проводилася в основному золотом, яке коштувало 16 доларів за унцію. Місто активно будувалося, незважаючи на дуже високу ціну будматеріалів. Зокрема, 1000 кубічних футів пиломатеріалів (трохи більше 1 м³) коштували в Доусоні близько 140 доларів, а, наприклад, в Онтаріо — менше 7 доларів. До 1898 року всі ділянки були розібрані і багаторазово перепродані або здані в оренду.

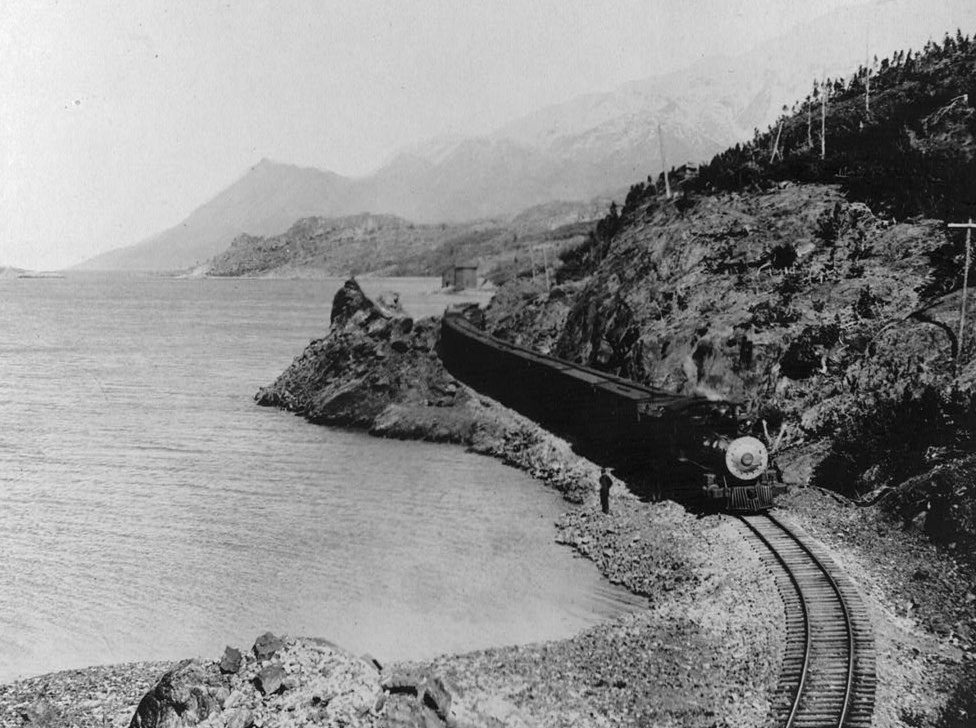
Поїзд залізничної компанії «White Pass & Yukon Route» рухається уздовж берега озера Беннет

Вже наприкінці 1898 року лихоманка стала слабшати, тисячі людей покинули важкодоступні місця. Ще більше людей виїхало, коли в 1899 році було виявлено золото в Алясці. Золота лихоманка сприяла розвитку інфраструктури території. У 1900 році залізнична компанія «White Pass & Yukon Route» заснувала місто Клоузлейт (пізніше стало Вайтхорсом) і з'єднала його з Скагвеєм на Алясці. Через два роки між ним і Доусоном була прокладена зимова траса.
Під час золотої лихоманки істотно змінювалася чисельність населення Юкону і його населених пунктів. У липні 1896 року міста Доусон не існувало, рік по тому його населення становило 5000 осіб, а ще через рік 30 000 чоловік (за іншими даними максимальна чисельність населення в місті становила 16 000 чоловік). За даними статистичної служби Канади населення Юкону в 1901 році становила 27 219 осіб, у 1911 — 8512 чоловік, а в 1921 — 4157 чоловік. Крім того, змінився і расовий склад: якщо до початку золотої лихоманки на одного корінного індіанця на території доводилося двоє приїжджих людей, то за переписом 1901 співвідношення становило 1 до 8:стор.40.
До 1906 року легкий видобуток золота припинився, а територія дісталася великим компаніям із дорогим обладнанням. Золотодобування було основою економіки Юкону до 1920-х років. Слідуючи за ціною на золото, індустрія відроджувалася в 1940-х роках, а потім ще раз у 1970-х. Загальна зареєстрована кількість золота, видобутого в Юконі з 1885 року, становила 12,5 млн унцій (354,37 тон).
|                                             |                                             |                             |
| Перевал Чілкут відкривав доступ на Клондайк | Табір золотошукачів на струмку Бонанза-Крик | Черга на реєстрацію ділянок |

### Срібло району Мейо

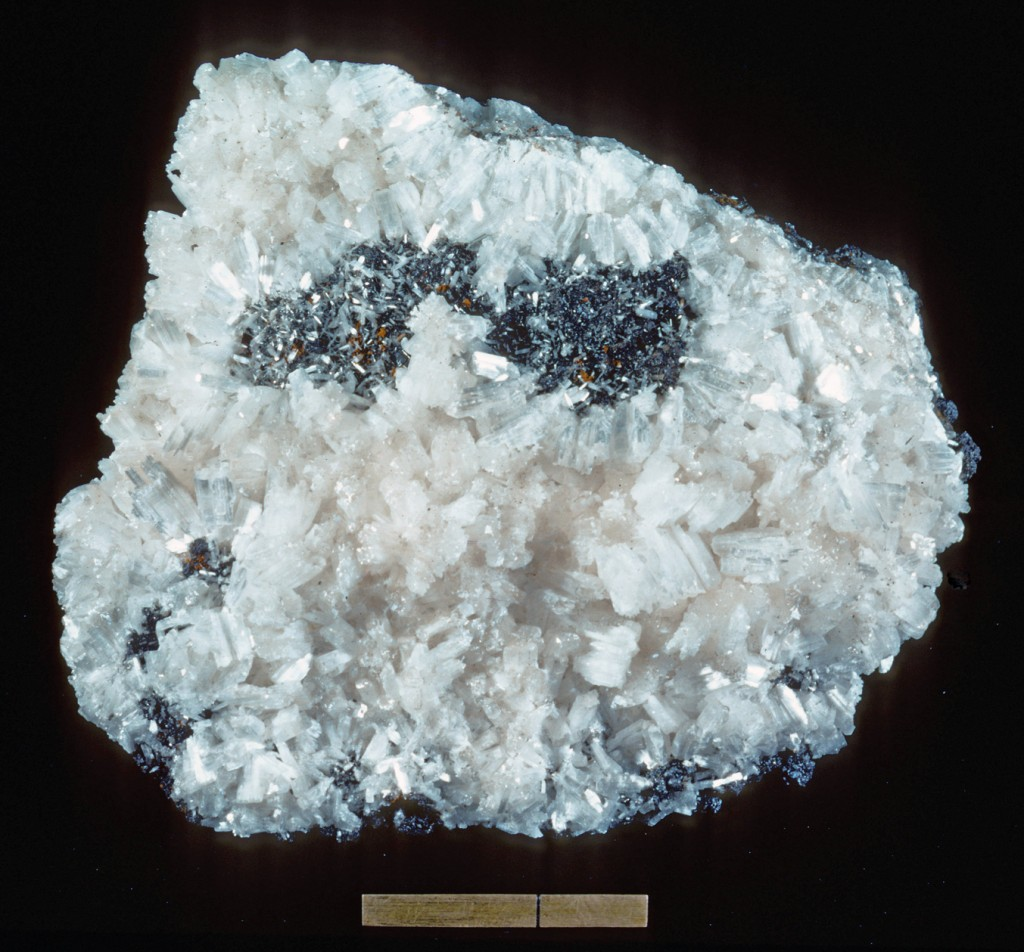
Срібна руда з Кіно. Експонат Королівського музею Онтаріо в Торонто

Кінець золотої лихоманки збігся із відкриттям родовищ срібла. Золотошукачі в пошуках золота дослідили всі струмки на території Юкону. У 1903 році Джейк Девідсон виявив сріблястий мінерал і зареєстрував права на ділянку. Він вважається першою людиною, що виявила срібло в Юконі. У 1906 році перший вантаж срібної руди прийшов з району Мейо. У 1914 році з шахти Сілвер-Кінг було вивезено близько 1000 тонн руди. Починаючи з цього часу, економіка Юкону стала переходити із золота на видобуток інших корисних копалин.
У наступні роки було відкрито безліч родовищ, на місці шахт засновувалися поселення, які ставали порожніми, як тільки шахти переставали давати руду. Таких занедбаних або майже занедбаних поселень на території Юкону досить багато. Найвідомішими з них є Кіно-Хілл, де руда добувалася з 1919 року, і Елса, де руда добувалася з 1930-х років.
У 1914 році було засновано місто Елса, а в 1918 році було відкрито велике родовище срібла поблизу Кіно. У 1920 році компанія Keno Hill Limited, дочірнє підприємство Yukon Gold Company з Доусона, зареєструвала 600 ділянок тільки в районі Кіно. Через кілька років було відкрито родовище на Галена-Хілл. Перша збагачувальна фабрика була побудована в 1925 році. У 1932 році здавалося, що родовища Кіно були вичерпані, проте регіон Галена-Хілл виглядав перспективним і компанія Keno Hill Limited перебазувалася в Елсуїт.
Видобуток срібла тривав аж до 1989 року з перервою у 1941–1945 роках. За даними уряду Юкону у період з 1913 по 1989 рік тільки з шахт Кіно було вивезено 5 370 000 тонн руди з вмістом срібла 1148,72 грам/тонну, свинцю — 5,62% і цинку — 3,14%. Ці показники роблять регіон другим за величиною видобутку срібла за всю історію Канади. Всього в регіоні Мейо добувалося й видобувається понад 100 видів мінералів.

### Друга світова війна

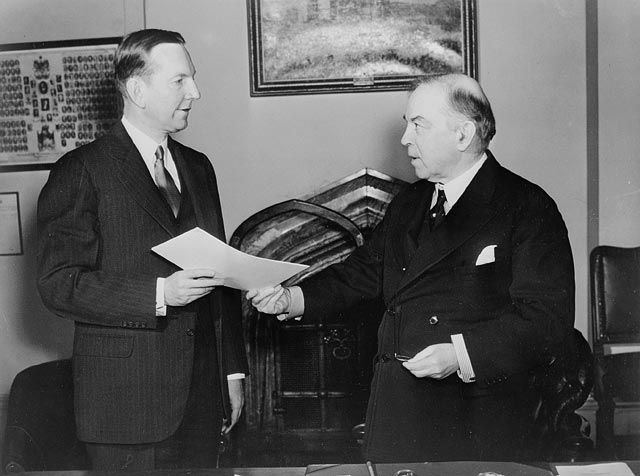
Посол США в Канаді Моффат і прем'єр-міністр Канади Маккензі Кінг обмінюються нотами з будівництва Аляскинської траси

Під час Другої світової війни уряд США був стурбований безпекою поставок літаків за ленд-лізом через Аляску в СРСР за маршрутом Аляска — Сибір. Спільною комісією США і Канади було ухвалено рішення про будівництво Аляскинської траси, яка була побудована за 10 місяців 1942 і 1943 років. Траса з'єднує Досон-Крік, Британську Колумбію, Фербенкс, Аляску, і проходила територією Юкону.

#### Північно-західний маршрут
У 1920-х роках на території Юкону стало розвиватися авіасполучення. Приватні літаки літали на північ без радіозв'язку і погодних відомостей. Перельоти були можливі тільки в літній або зимовий час. Зростаючі авіаперевезення привели в 1930-х роках до ідеї створення великої авіасіткі, що зв'язувала б північний захід Канади з Аляскою, Китаєм і Сибіром. У 1935 році міністерство транспорту Канади провело відповідні дослідження, у результаті яких було ухвалено рішення про будівництво аеродромів між Едмонтоном, Альбертою і Вайтхорсом. Будівництво було розпочато в 1940 році. Вже готові авіабази в Гранд-Прері, Форт-Сент-Джоні, Форт-Нельсоні, Уотсон-Лейкці, Ейшихіці та Вайтхорсі планувалося з'єднати, використовуючи через кожні 100 миль (160 км) запасні злітно-посадкові смуги, а через кожні 200 миль (320 км) — радіостанції. У вересні 1941 року за маршрутом, названим Північно-західним (англ. Northwest Staging Route), почалися перельоти.
Після вступу США у Другу світову війну Північно-західний маршрут використовувався для постачання СРСР по ленд-лізу і його подальша розробка здійснювалася спільними зусиллями. Тільки на території Юкону були побудовані додаткові авіабази в Теслін і Снага, всього на території Канади було побудовано 8 баз. У зв'язку з військовим значенням маршруту його управління було передано від міністерства транспорту до Королівських канадських повітряних сил. У 1943 році за цим маршрутом проходило близько 450 літаків щомісяця.
Канадський уряд висловлював стурбованість післявоєнним використанням маршруту американцями і потенційною небезпекою для суверенітету країни. Щоб уникнути можливих комерційних претензій з боку США в майбутньому, Канада повністю сплатила будівництво маршруту на своїй території. За різними оцінками сума склала від 58 до 75 мільйонів доларів США.

#### Аляскинська траса і нафтопровід Канола
Будівництво траси стало одним із ключових моментів в історії Юкону. На будівництві було задіяно понад 10 000 американських військових і 15 000 цивільних осіб США і Канади. Швидкість будівництва становила 13 км на день. Було подолано п'ять гірських перевалів, побудовано 133 моста завдовжки від 6 метрів і більше.

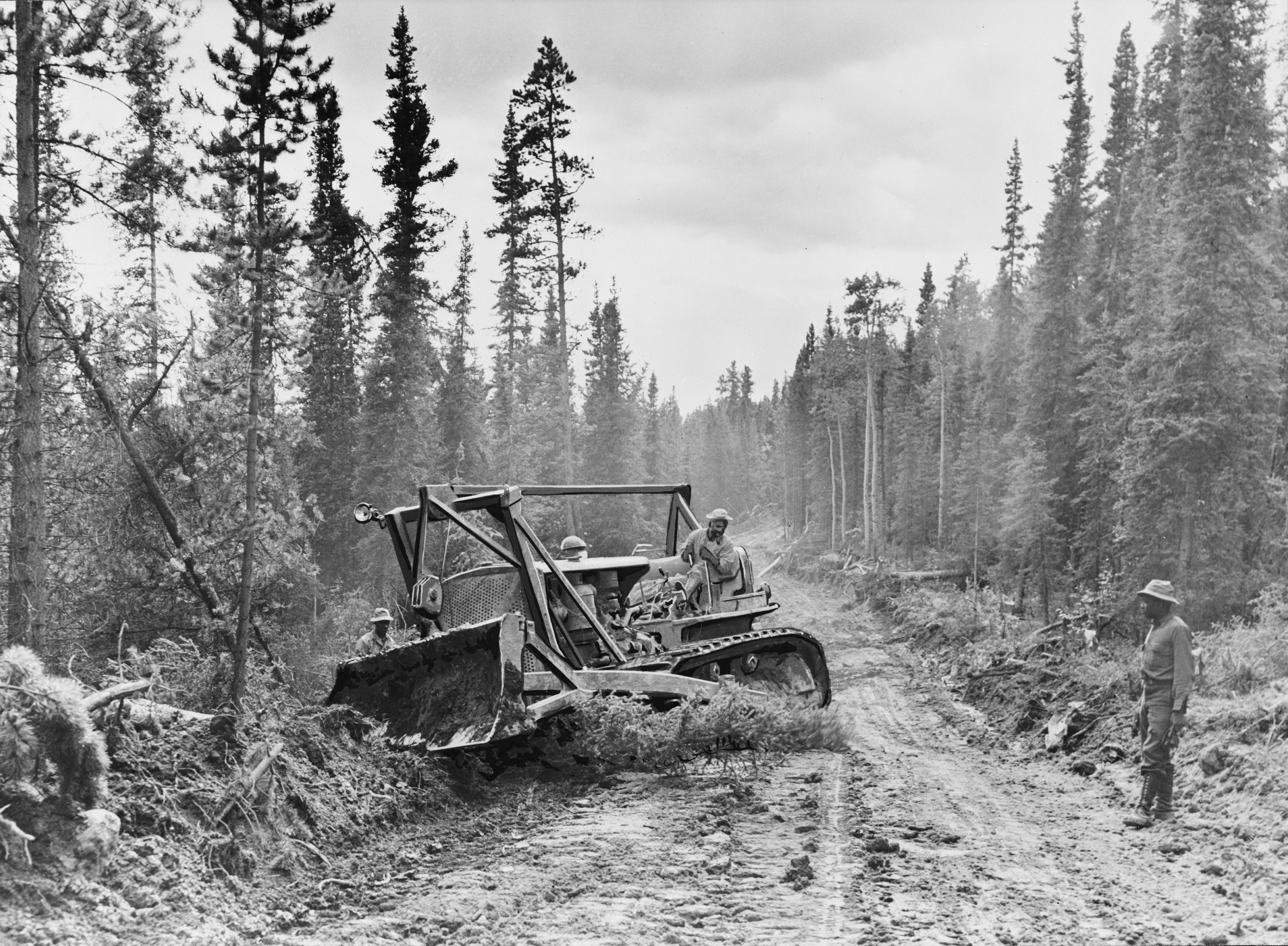
Будівництво Аляскинської траси

Траса призначалася для важкої військової техніки. Після закінчення війни на спеціальній церемонії, що пройшла в квітні 1946 року, американське військове командування передало трасу Канаді, якій залишалося або забути про неї, або реконструювати, щоб використовувати в цивільних цілях. У тому ж році військові частини прибули у Вайтхорс. Вісімнадцять років військові займалися відновленням траси і 29 червня 1964 року передали її у відання федерального міністерства. Незважаючи на військове призначення будівництва траси, в мирний час вона сприяла розвитку гірничої та нафтової промисловості, індустрії туризму і автоперевезень в Британській Колумбії і Юконі. Крім того, вона стала важливою ланкою в подоланні ізоляції півночі Канади. Після війни населення території почало поступово відновлюватися. За даними статистичної служби Канади в 1941 році в Юконі проживало 4914 чоловік, у 1951 — 9096 чоловік, а в 1956, коли перепис став проводитися кожні п'ять років, — 12 190 осіб.
Разом з Аляскинською трасою канадський уряд під тиском американських військових розпочав проект будівництва нафтопроводу довжиною понад 1000 км, що з'єднував нафтові родовища Північно-Західних територій з Аляскинською трасою і нафтопереробним заводом у Вайтхорсі. Витрати на будівництво нафтопроводу, що отримав назву Канол (англ. Canol (Canadian Oil )), перевищили в п'ять разів передбачуваний кошторис витрат у 24 мільйони доларів США. Нафтопровід був запущений 16 лютого 1944 року, пропрацювавши 13 місяців, припинив свою роботу в березні 1945 року, ставши «монументом дурості вояччини» (англ. «junkyard monument to military stupidity »). Після війни трубопровід був розібраний і використаний повторно для будівництва нафтопроводу, що сполучає Північно-Західні території з Альбертою.

### Азбест у Клінтон-Крік. Мідь і цинк поблизу Фаро

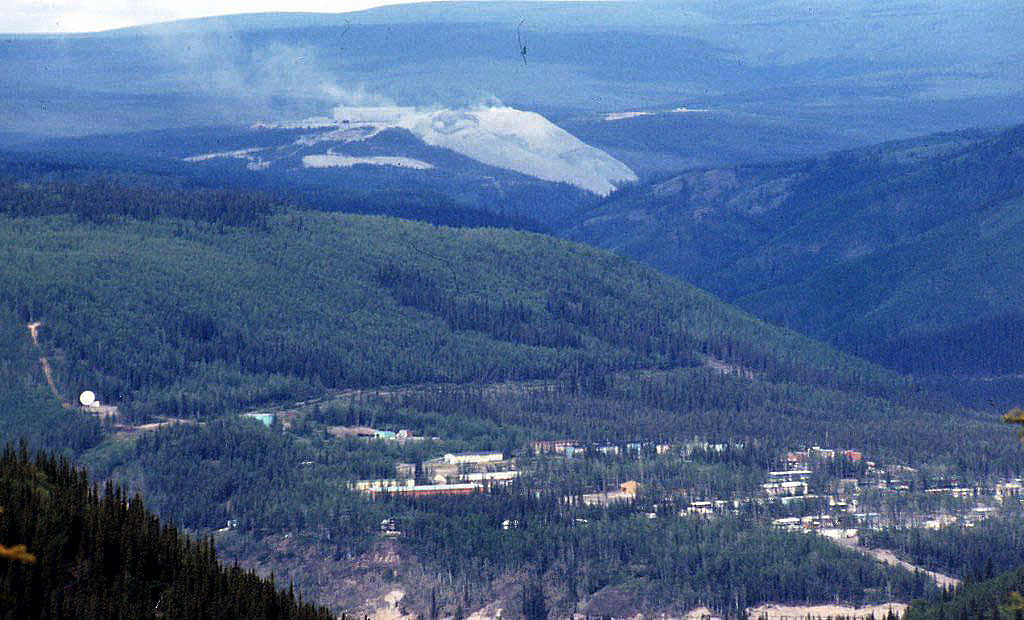
Клінтон-Крік, родовище азбесту

Видобуток азбесту в Клінтон-Крік поблизу Доусона був ще одним короткочасним епізодом в історії Юкону. Видобуток проводився з 1967 по 1978 роки під керівництвом компанії Cassiar Asbestos Corporation. Клінтон-Крік є найпівнічнішим родовищем Канади, де видобуток ведеться відкритим способом. З 1967 року тут було добуто понад 861 000 тонн азбесту.
Крім азбесту, внесок в історію Юкону внесли рудники Фаро, на яких видобувалися мідь і цинк. Ще в 1953 році група золотошукачів під керівництвом Ела Кулана заявили права на землю біля Фаро, на якій згодом буде знаходитися однойменний рудник. У 1960 році для роботи на ділянці була утворена компанія Dynasty Explorations. У 1965 році на ділянці працювало понад 100 чоловік.
Офіційне відкриття шахти відбулося в 1969 році. Компанія-власник Cyprus Anvil Mining Corporation швидко стала найбільшою приватною компанією в Юконі та займала третю частину економіки території. Разом із шахтою зростало і місто. Незважаючи на лісову пожежу, що сталася в 1969 році і майже знищене тільки що відбудоване місто, компанія відновила його знову. У 1979 році чисельність населення Фаро становила 800 чоловік, а в 1981 — близько 2000 чоловік.
Однак зниження цін на метали і рецесія середини 1980-х років привели до закриття шахти. У 1985 році в місті проживало 97 осіб. Через те, що діяльність компанії становила основу економіки Юкону в 1970-ті роки, уряду Юкону довелося шукати нові шляхи економічного розвитку.

### Розвиток туризму

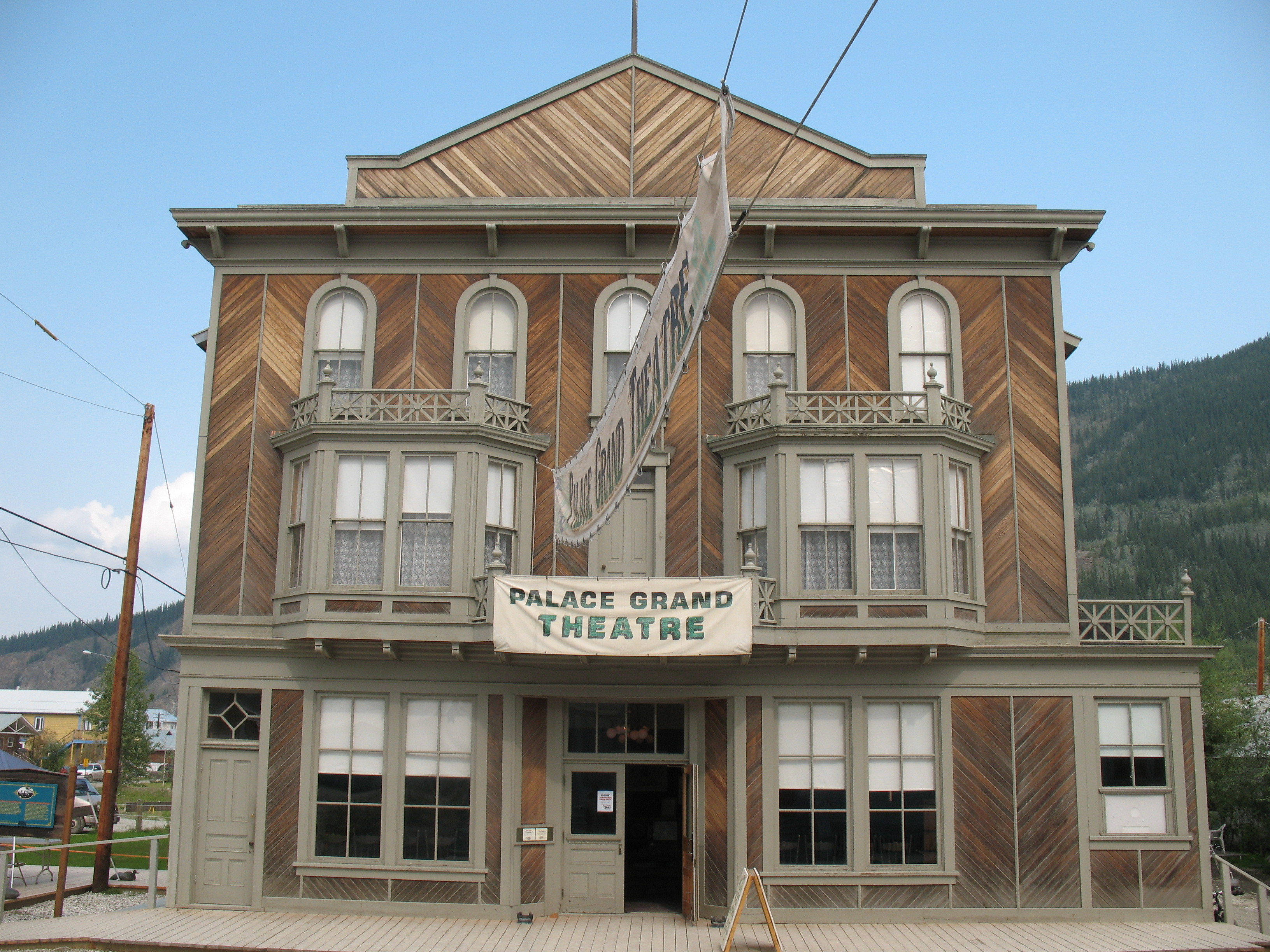
Театр Гранд-Палас у Доусоні

Після багатьох років забуття в 1962 році уряд Канади ухвалив рішення відновити деякі будівлі часів золотої лихоманки і перетворити Доусон в туристичну мекку. Основним завданням проекту було відновлення театру Гранд-Палас, побудованого в 1899 році архітектором з Аризони Чарлі Мідоусом. У липні 1962 року відновлений театр було відкрито виставою бродвейського мюзиклу «Foxy», і, хоча в Доусоні ще не вистачало умов для розвитку туризму, в нього повернувся «дух золотої лихоманки». Згодом були відновлені також будівлі бібліотеки Карнегі і поштового офісу, побудовані на початку XX століття.
У 1991 році стала на своє постійне місце біля струмка Бонанза-Крік драга номер 4, названа Королем Клондайка. Вона була побудована в 1912 році і працювала на річках і струмках Юкону до 1959 року. За допомогою цієї драги було видобуто золота на суму майже 9 млн доларів, в той час, коли ціна на нього не перевищувала 35 доларів за унцію.
В даний час п'ять національних історичних місць, що обслуговуються агентством Парки Канади, розташовані на території Юкону. В основному вони пов'язані із золотою лихоманкою. Ведуться активні роботи зі збереження та реставрації різних будівель того часу. Крім того, в 2006 році був підписаний план управління національним історичним місцем Форті-Майл, яке розташоване на території індіанців Тшондек-Хвечін. План також передбачав реставрацію споруд, проте повінь, що сталася у 2009 році, завдала значної шкоди деяким об'єктам.
За даними Статистичної служби Канади чисельність населення Юкону в 1991 році повернулася до часів золотої лихоманки і склала 27 797 осіб. Останній перепис населення, проведений у 2006 році, показав чисельність 30 372 людини.

## Політична історія

### Формування кордонів

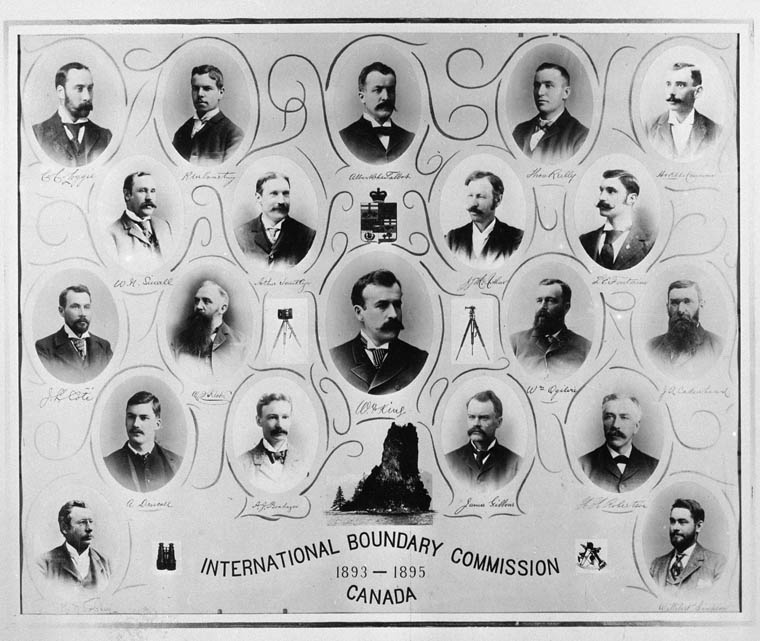
Міжнародна комісія з визначення кордону між Аляскою і Канадою, 1893–1895 роки

У 1825 році компанія Гудзонової затоки і Російсько-американська компанія досягли угоди про розподіл торгових територій на Алясці. Основним документом стала угода між Росією та Великою Британією, підписана 28 лютого 1825 року. За цією угодою кордон визначався від південної точки острова принца Уельського, вздовж по протоці, до суші на 56-му градусі північної широти. Звідти по хребту гір паралельно берегу до 141-го градуса західної довготи і далі на північ до Північного Льодовитого океану. Встановлені в угоді кордони було вкрай важко демаркувати фізично, тому тривалий час точні кордони не були відзначені. Тільки в 1895 році була затверджена точна межа між Аляскою і Юконом, встановлена Вільямом Огілві.
Внутрішні кордони округу Юкон були визначені в кілька етапів. Основною проблемою було визначення морських кордонів. Так, спочатку в 1895 році в округах Юкон, Маккензі і Франклін входили всі острови, що є у прибережній 3-мильній зоні. Це означало, що острови за цією смугою не належали жодному суб'єкту. У 1897 році межі були змінені. Юкон і Маккензі отримали всі острови віддалені від материка не більше ніж на 20 миль, всю іншу морську територію отримав округ Франклін.
Межі округу Юкон відрізнялися від чітких кордонів південних округів по меридіанах, вони орієнтувалися на топографічні орієнтири, оскільки метою створення округу було встановлення закону в місцях золотої лихоманки. Тому округ Юкон включав річку Юкон та всі її притоки і водні маршрути, іншими словами, всю територію, на якій було можливо золотодобування. У 1897 році відбулася зміна кордону: західні притоки річки Піл були віддані округу Маккензі, щоб кордон округу Юкон йшов точно по басейну річки Юкон.
При відділенні території Юкон у 1898 році були використані кордони 1895 року. Офіційна зміна кордонів за результатами 1898 відбулося в 1901 році.

### Визначення статусу

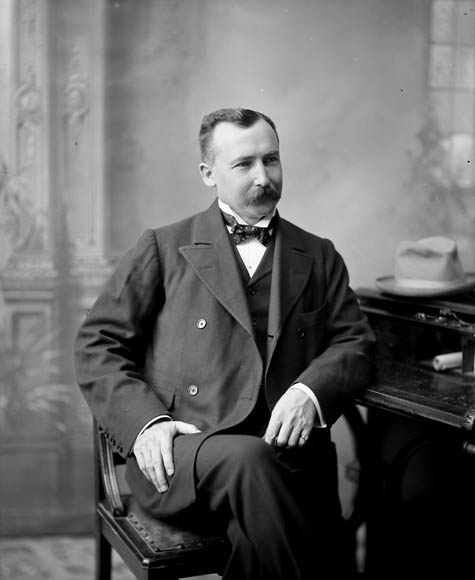
Кліффорд Сіфтон, міністр внутрішніх справ у 1896–1905 роках

Визнання Юкону як окремого округу у складі Північно-західних територій сталося в 1895 році, коли разом з Юконом були виділені також округи Франклін, Ківатін, Маккензі й Унгава. Попри те, що Юкон формально входив до складу Північно-Західних територій, уряд Канади фінансував роботу уряду округу, який займався управлінням Юкону з його зростаючим населенням.
У 1897 році уряд Північно-Західних територій відправив у Доусон агента, який повинен був регулювати ринок алкоголю і стягувати щорічно 2 000 доларів за ліцензію з кожної питної точки. Цей крок був зроблений без участі Кліффорда Сіфтона, федерального міністра, відповідального за території. Незадоволений Сіфтон оголосив, що зробить Юкон окремим округом під своїм керівництвом.
На початку 1898 року питання про відділення Юкону обговорювалося в палаті громад Канади. Акт про територію Юкон майже повністю повторював акт про Північно-Західні території, підписаний у 1871 році. Керувати територією повинен був комісар Юкону, який підпорядковувався безпосередньо Сіфтону. Законодавчі збори території вирішено було зробити призначуваними урядом Канади, а не виборними, як у Північно-Західних територіях. Основною причиною цього стало те, що 90% жителів Юкону були приїжджими, в основному американцями.
У 1905 році уряд Канади прийшов до висновку, що нові території готові до відповідальності на рівні провінції. Проте, було вирішено, що землі на північ від 60 градуса північної широти не пристосовані для ведення сільського господарства і малоймовірна наявність постійних поселень на цій території. Постійні поселення, проте, необхідні для стабільного управління провінцією. Так був підтверджений статус території.

### Столиця
Столицею території з моменту її утворення було місто Доусон, який був центром золотої лихоманки. Проте до середини XX століття чисельність населення Доусона помітно скоротилася. Центром економічної активності поступово став Вайтхорс. У 1943 році в нього була перенесена штаб-квартира юконського підрозділу Королівської канадської кінної поліції, а в 1951 році Вайтхорс отримав два місця в законодавчих зборах території. За рік до цього, в 1950 році Вайтхорс отримав статус міста з мером і міською радою, що складалася з чотирьох осіб.
12 березня 1951 року федеральний уряд оголосив про перенесення столиці. Після цілого ряду підготовчих робіт, що включали будівництво нового федерального будинку, 1 квітня 1953 новою столицею території Юкон офіційно став Вайтхорс. Перше засідання законодавчих зборів у Вайтхорс відбулося вже 8 квітня.
|          |              |          |
| 1910 рік | 1940-ві роки | 2008 рік |

### Формування органів управління
Уряд Юкону, заснований у 1898 році, складався з чотирьох осіб, які призначалися урядом Канади, на чолі з комісаром території. У 1902 році Юкон отримав одне місце в парламенті. У 1909 році уряд, який до того часу складався з 10 чоловік, став виборним.
У 1970-х роках відбулися важливі зміни в політичній системі Юкону, які пов'язані з ім'ям Еріка Ніелсена (англ. Erik Nielsen), члена парламенту Канади від Юкону, який довгий час виступав за надання території статусу провінції. Завдяки йому в 1975 році Юкон отримав право призначати одного сенатора від території, після чого на федеральному рівні Юкон був представлений двома політиками. Крім того, у 1979 році міністр у справах індіанців і півночі Канади, Джейк Епп, написав листа комісарові Юкону Іоні Крістіансен, в якому давав вказівки відійти від щоденної участі у справах території і залишити за собою лише протокольні функції. До 1979 року комісар Юкону був одночасно і головою уряду (прем'єром), і головою суб'єкта (лейтенант-губернатором). Ці вказівки, що отримали згодом назву лист Еппа (англ. Epp letter), фактично призвели до створення в Юконі відповідального уряду.
Протягом багатьох років уряд Канади передавав уряду Юкону ряд повноважень, наближаючи територію до рівня провінції. У 2002 році був підписаний новий акт про Юкон, який набув чинності вже в 2003 році. Акт максимально збільшив повноваження уряду території і надав йому контроль над програмами провінційного рівня. За новим актом «Територія Юкон» змінила назву і стала називатися «Юкон».

### Зонтична угода

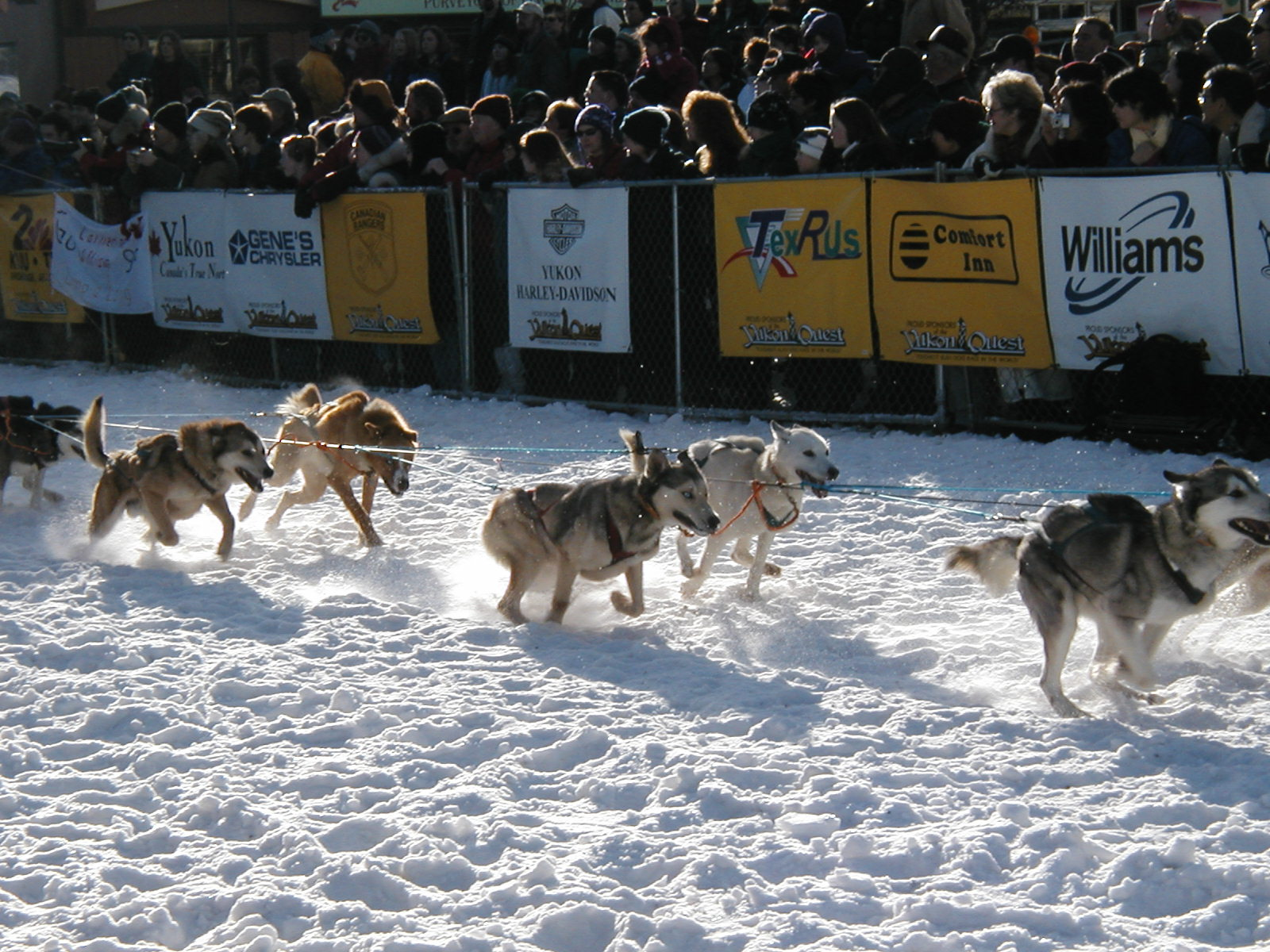
Старт гонки Юкон Квест у Вайтхорс, 2003 рік

У 1902 році Джим Бос, вождь громади Тааніт-Квачан, дивлячись на наслідки золотої лихоманки для індіанців Юкону, сказав:
| Скажіть королю, що ми хочемо що-небудь для наших індіанців, тому що вони забрали нашу землю і місця для полювання. Оригінальний текст (англ.) Tell the King very hard, we want something for our Indians because they take our land and game. |

У 1973 році індіанські вожді Юкону, представники Братства корінних народів Юкону (англ. Yukon Native Brotherhood), на чолі з Елайджом Смітом (англ. Elijah Smith) представили уряду П'єра Трюдо в Оттаві документ, названий «Разом сьогодні для наших дітей завтра». З цього моменту почалася історія відновлення прав корінних народів території. Пізніше в тому ж році Братство корінних народів Юкону і Асоціація індіанців Юкону без статусу (англ. Yukon Association of Non-Status Indians) об'єдналися в Раду індіанців Юкону, що змінила назву на Раду перших націй Юкону.
П'ять років після цього підписувалися інші двосторонні угоди між урядом Канади й окремими індіанськими громадами. У 1979 році до проекту приєднався уряд Юкону. У 1984 році було укладено принципову угоду, за якою була визначена позиція сторін, а також вирішено сформувати єдину зонтичну угоду, як рамковий документ і основу угод з усіма громадами, які проживають на території Юкону. У 1993 році угода була підписана урядами Юкону та Канади, а також Радою перших націй Юкону. На 2011 рік 11 з 14 індіанських племен підписали свої угоди на основі базової.